# Chiesa di Santa Maria del Fiore a Lapo
La chiesa di Santa Maria del Fiore a Lapo è un luogo di culto cattolico che si trova in via Faentina a Firenze.

## Storia e descrizione

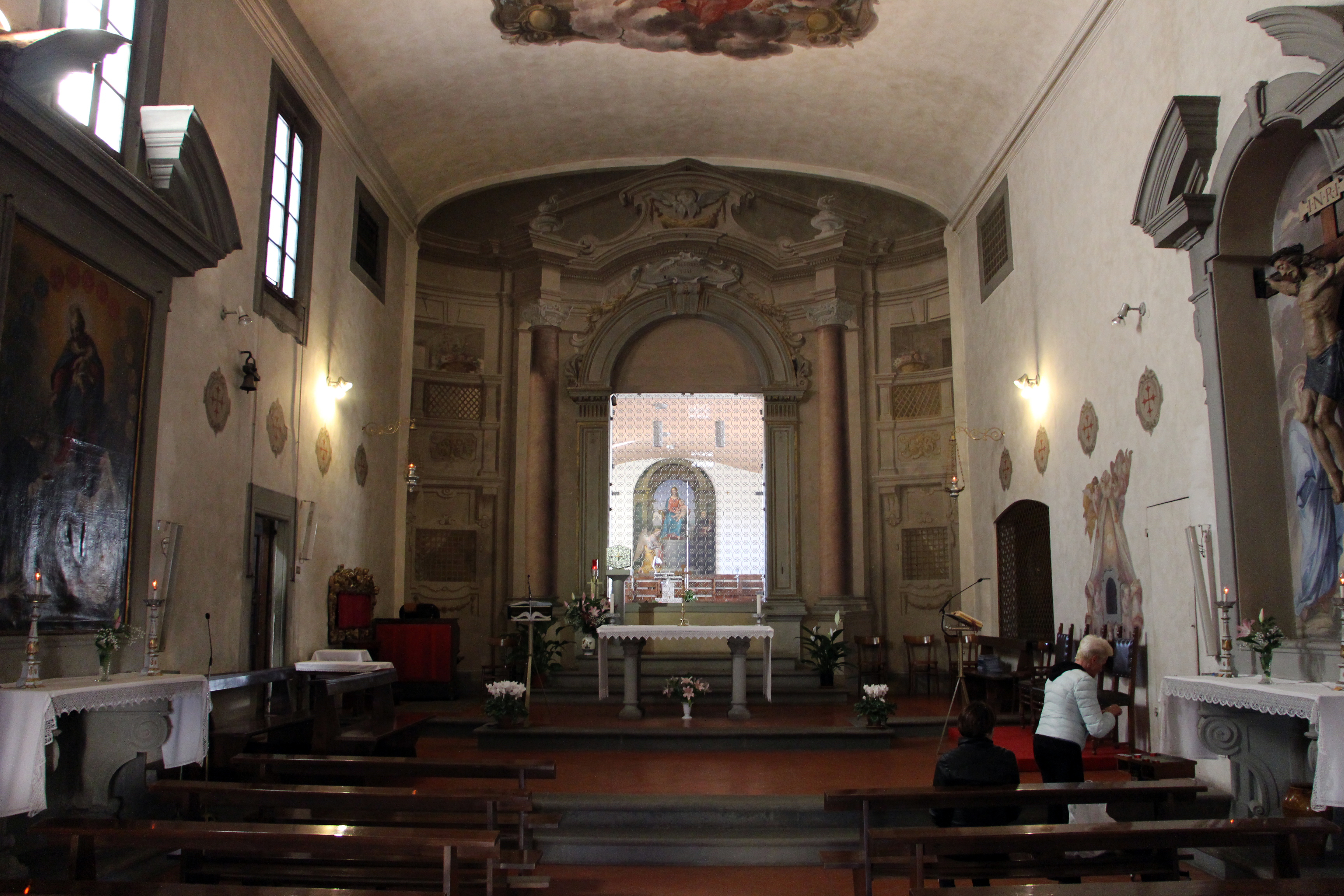
L'interno, con il presbiterio

Fu fatta costruire negli anni 1348-1355 dal sarto Lapo di Guglielmo Pellini per le monache Romite di Sant'Agostino di Fiesole, su progetto dell'architetto Benci di Cione Dami. La chiesa, che ha subìto diverse modifiche all'interno, è ora intitolata a Santa Maria del Fiore a Lapo, a ricordo del suo benefattore fiesolano.
La facciata con portale e tettoia conserva l'aspetto dell'edificio originale. L'interno è stato rimaneggiato aprendo un'arcata di comunicazione col coro delle Monache Benedettine Nella volta, l'affresco di un pittore prossimo a Vincenzo Meucci con la Gloria di sant'Agostino, mentre nel coro è una Madonna e santi di Giuseppe Martellini (1848) e sull'altare di sinistra una Madonna del Rosario, di Onorio Marinari. Inoltre, monumento della Gherardesca di Aristodemo Costoli.